# Galeichthys peruvianus
 Galeichthys peruvianus és una espècie de peix de la família dels àrids i de l'ordre dels siluriformes.

## Morfologia
- Els mascles poden assolir 35 cm de longitud total.[2][3]

## Hàbitat
És un peix marí i de clima tropical.

## Distribució geogràfica
Es troba a la costa pacífica de Sud-amèrica.

## Ús comercial
Es comercialitza fresc i en forma de farina de peix.